# Première circonscription de Seka Cheqorsa
La première circonscription de Seka/Che/Sa est une des 177 circonscriptions législatives de l'État fédéré Oromia, elle se situe dans la Zone Jimma. Son représentant actuel est Mehamednur Abachebsa Abajobir.